# Етна (Пенсилванија)
Етна (енгл. Etna) град је у америчкој савезној држави Пенсилванија.

## Демографија
По попису из 2010. године број становника је 3.451, што је 473 (-12,1%) становника мање него 2000. године.
| Група             | 2000.         | 2010.         |
| Белци             | 3.798 (96,8%) | 3.262 (94,5%) |
| Афроамериканци    | 30 (0,8%)     | 47 (1,4%)     |
| Азијати           | 6 (0,2%)      | 25 (0,7%)     |
| Хиспаноамериканци | 45 (1,1%)     | 65 (1,9%)     |
| Укупно            | 3.924         | 3.451         |